# かいめい
かいめい（RV Kaimei）は海洋研究開発機構（JAMSTEC）の海底広域研究船（調査船）。

## 概要
日本の海底資源の広域調査と、鉱物や鉱床の生成環境の調査が可能な海洋調査船である。機能としては、石油天然ガス・金属鉱物資源機構（JOGMEC）の資源のように、海底下の地殻構造（地層）を掘削する事なく立体的に調べる機能、海底下の資料を採集する機能、複数の自律型無人潜水機（AUV）を運用する機能、一般的な海洋観測の機能を有する。海底下の三次元物理探査(地震探査ともいう)と海洋観測を1隻で実施できる世界初の海洋調査船である。

## 設計
JAMSTECの保有する調査船としては、みらい（8,687トン）に次ぐ大きさで、新造船としてはかいれい（4,517トン）やよこすか（4,439トン）を抜いて過去最大の大きさとなる。デッキには、上記の探査設備のための作業甲板のほか、採取試料の分析・処理のための研究区画、船員、研究者の居住区画などがあり、研究区画の一部は、調査の内容に応じて積替が可能な専用コンテナラボとなっている。乗組員27名のほか研究者など38名を搭載して、最長40日間の航海が可能である。長期の航海を想定しているため、すべて個室化されている。なお船橋の前面中央部のラウンド形状の突出、船首部からの船側のカウリング、マスト一体型の海産哺乳類観測室の形状はデザイン性を持たせてある。
観測機器への悪影響を避けるため、静粛性が重視されており、電気推進が採用された。正副2基ずつの発電機の排気は、左舷に寄せられた煙突に導かれている。推進器はアジマススラスター2基とされた。また観測時に船位を保持するため、高精度（誤差10センチ）の自動船位保持装置（Dynamic Positioning System, DPS）が搭載されている。

## 装備

### 測位・地形調査
海底地形調査のため、周波数12/50キロヘルツのマルチビーム音響測深機（MBES）が設置された。

### 地質・地層調査
本船では、3モード対応地震探査システムの運用に対応した。これは、下記の3モードでの探査に対応している。
3次元探査
受信用ストリーマーケーブルは、3,000メートル長のものを4本展開する。地震発生帯の地殻構造や、海底資源が期待される海域の地質構造を3次元的にイメージングできる。
3次元高解像度探査
受信用ストリーマーケーブルは、300メートル長のものを20本展開する。沿岸域における地震断層、地質構造の把握、地震による地すべり地形・地震履歴の把握、レアアース泥、海底熱水鉱床等の分布の把握に用いられる。
2次元探査
受信用ストリーマーケーブルは、12,000メートル長のものを1本展開する。深部構造の把握に用いられ、特に地球深部探査船「ちきゅう」の掘削計画策定のための資料収集のために重要となる。
試料採取用としては、下記のような装備がある。
パワーグラブ
柔らかい泥状の海底ではシェル型を、硬い岩盤の海底では6本爪型を使用する。いずれも容量1立方メートルで、水深6,000メートルまで対応できる。
海底設置型掘削装置
コアリング長30メートル、コア径60ミリ。運用最大水深は3,000メートルである。
40メートルピストンコアラー
パイプ長40メートル、コア径110ミリ。12,000メートルの高強度繊維ロープを用いている

### 搭載艇・搭載機
本船は複数の遠隔操作型無人探査機（ROV）、自律型無人探査機（AUV）の運用能力を備える。特に3,000メートル級ROVであるKM-ROVは本船に常時装備され、海底映像観察、生物や鉱物資源等のサンプル採取に用いられる。

## 船歴
本船は、2015年12月に退役した「なつしま」「かいよう」の代船として建造された。建造は三菱重工業下関造船所で行われ、2015年6月7日に行われた進水式には佳子内親王が初の単独地方公務として出席し、支綱切断を行った。船名はインターネット上で公募され、2015年4月11日から5月31日まで受付が行われた。JAMSTEC役職員で構成される名称選考会により、「JAMSTECの海洋調査船にふさわしい名称」「日本の海洋研究開発の新しい時代を切り拓いて行くイメージを想像させる名称」を基準として「かいめい」と命名された。命名者を代表して京都市の小学3年生が進水式に招待された。
艤装、試験航海などを経て、2016年3月30日にJAMSTECに引き渡された。
2021年5月18日にかいこうが深海試掘の記録を43年ぶりに塗り替える8023Mの試掘に日本海溝で成功したと発表された。

## 画像

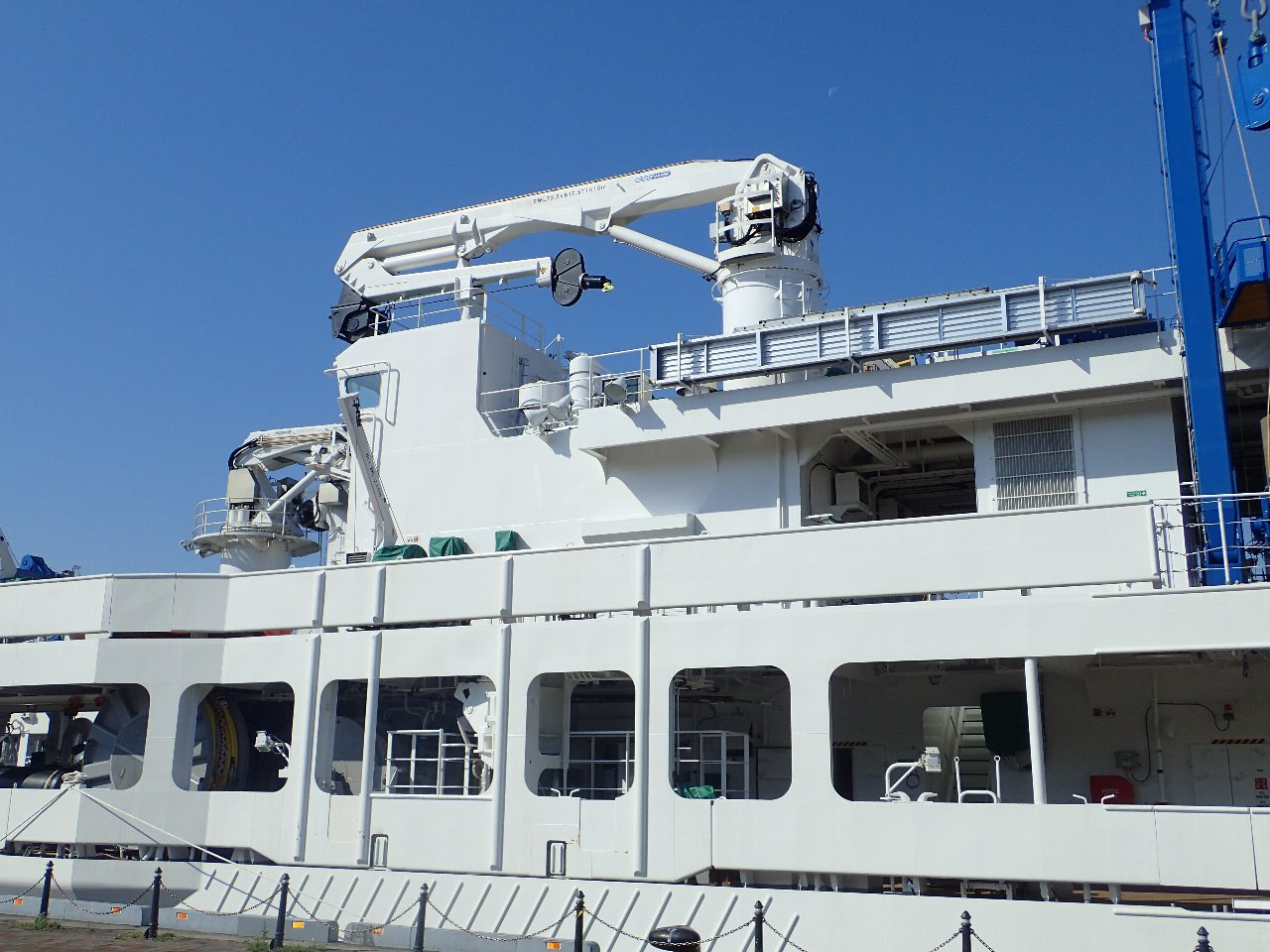
クレーン
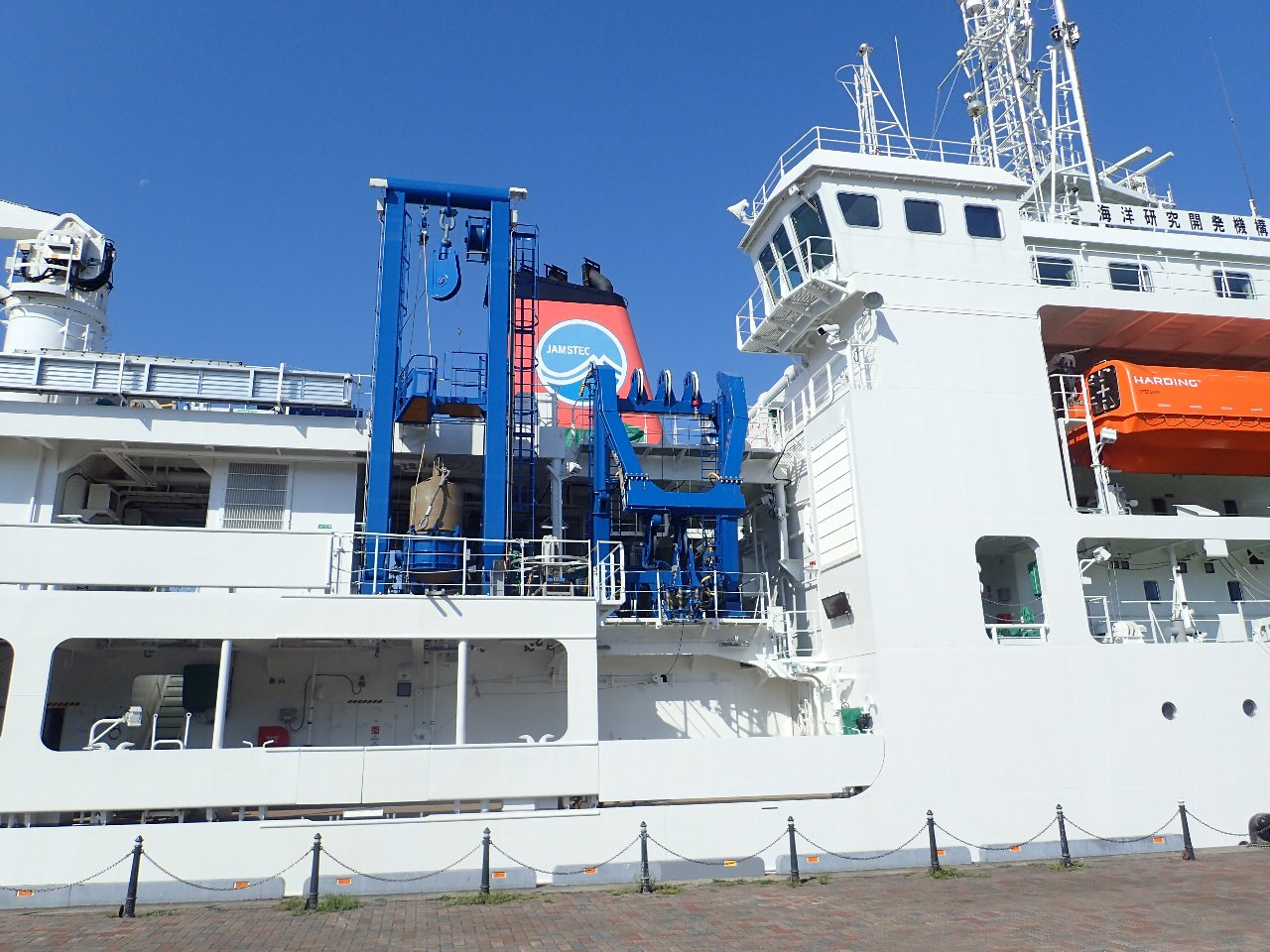
クレーン、煙突
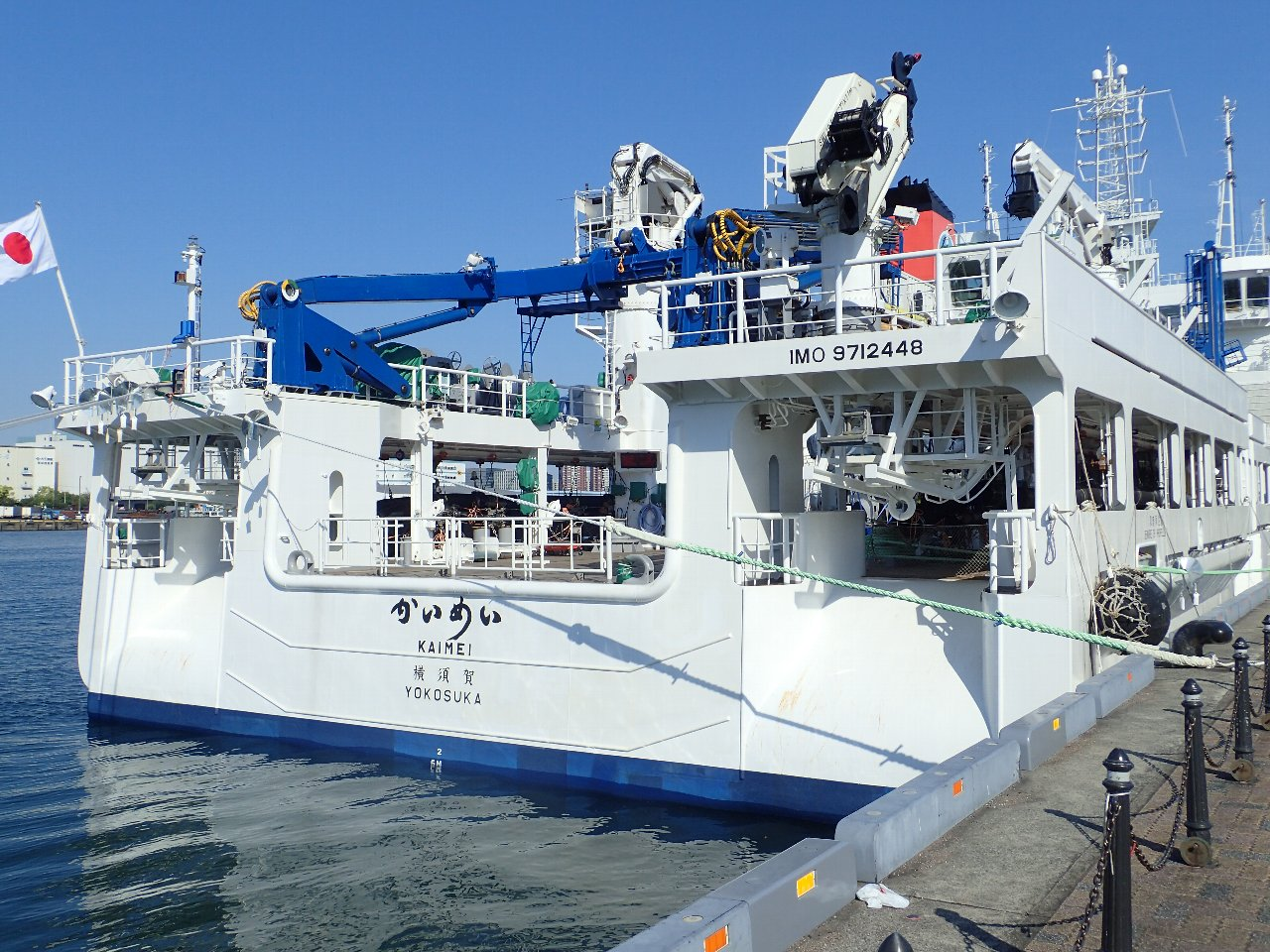
船尾